# Cycówka (szczyt)
Cycówka (593 m) – szczyt w Paśmie Jaworzyny w Beskidzie Sądeckim. Znajduje się w bocznym grzbiecie odbiegającym od głównej grani tego pasma w południowo-zachodnim kierunku i oddzielającym dolinę Głęboczanki od doliny Jaworzyny. W grzbiecie tym kolejno z południa na północ znajdują się: Bystra (520 m), Dermanowski Wierch (562 m), Cycówka (593 m), Skała (773 m) i Zadnie Góry (814, 831, 968 m). 
Cycówka wznosi się nad miejscowościami Głębokie i Kokuszka. Na mapie Compass jest błędnie podpisana jako Sycówka. Sam szczyt Cycówki jest zalesiony, większa część jednak stoków, szczególnie od strony Kokuszki, jest bezleśna, zajęta przez pola uprawne tych miejscowości. Również cały grzbiet powyżej Cycówki (do Skały) jest bezleśny, rozciągają się z niego panoramy widokowe na wszystkie strony.
Przez Cycówkę nie prowadzi żaden szlak turystyczny, wyznakowanie go jest jednak w projekcie rozwoju turystyki gminy Piwniczna-Zdrój. Na szczycie zlokalizowana jest stacja przekaźnikowa.